# 琉球鄉

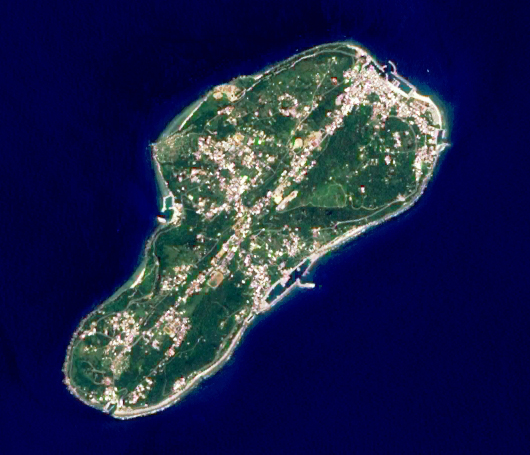
琉球鄉的空照圖

22°20′55″N 120°22′58″E / 22.348514°N 120.3827605°E
琉球鄉位於臺灣屏東縣的西南方外海，管轄範圍為「琉球嶼」（俗稱「小琉球」）全境。轄區面積為6.8018平方公里，人口密度每平方公里約1,800人，是屏東縣面積最小、人口密度第二高的行政區，也是全國人口密度最高的鄉。

## 歷史

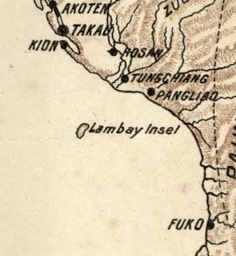
20世紀初德語地圖上的「Lambay Insel」

除了「小琉球」之外，琉球嶼另有剖腹山嶼之名稱，西方人則有稱之「拉美島」（Lambay、Lamey）。此處早期是南島語系西拉雅族居地（有一說是馬卡道族），早期漢族稱居住於島上的原住民為「烏鬼蕃」，後來開始有來自福建省泉州府的漢族閩南人在此生活。
1622年10月，荷蘭東印度公司船隻隻金獅子號（Gouden Leeuw）的船員為了補給清水，在小琉球遭到殺害。此事件在1633年到1636年間引發了，東印度公司的臺灣長官漢斯·普特曼斯領軍征討、屠殺島上住民，後稱拉美島事件。此事件與隨後的局勢的發展，導致小琉球島上的南島語系原住民被流放外地。1625年Jacob Noordeloos為了紀念當時在金獅號船上遇難的最高商務員Mathijs Jacobsz. (?-1622)，在其繪測的圖《北港》上稱小琉球為「 Mathijs島」 (Mattysen Eylant)。不過對小琉球人而言，最熟知的紀念性地名，是以船名金獅號為名的「金獅島」。當時東印度公司的多數地圖仍將小琉球稱為「金獅島」，也會與小琉球的舊地名Lamey擺在一起，因此一般而言，以台灣為主體的地圖多稱小琉球為「金獅島與Lamey」。
康熙年間朱一貴事件後，該島被畫為禁地，到了同治年間紀錄有僅有數十漁民居住。直到光緒二十年（1894年）盧德嘉的《鳳山縣采訪冊》紀錄有居民四百餘戶，男女二三千口。清領時期，有部分居民遷至火燒島（今綠島）定居。

1930年時，琉球嶼屬於高雄州東港郡琉球，有人口4624人。

## 人口
根據屏東縣東港戶政事務所及內政部戶政司統計，2024年底琉球鄉戶數約5.1千戶，人口約1.2萬人，人口密度每平方公里約1,792人，是全臺灣人口密度最高的鄉。鄉內人口最多與最少的村分別是本福村與杉福村，2024年底兩村人口分別為2,332人與1,017人。

## 政治

### 歷任首長
| 任別                 | 姓名                 | 黨籍                 | 就職時間             | 卸任時間             | 備註                                                           |                      |                      |                      |                      |                      |                      |
| 高雄縣東港區署琉球鄉 | 高雄縣東港區署琉球鄉 | 高雄縣東港區署琉球鄉 | 高雄縣東港區署琉球鄉 | 高雄縣東港區署琉球鄉 | 高雄縣東港區署琉球鄉                                           | 高雄縣東港區署琉球鄉 | 高雄縣東港區署琉球鄉 | 高雄縣東港區署琉球鄉 | 高雄縣東港區署琉球鄉 | 高雄縣東港區署琉球鄉 | 高雄縣東港區署琉球鄉 |
| -------------------- | -------------------- | -------------------- | -------------------- | -------------------- | -------------------------------------------------------------- | -------------------- | -------------------- | -------------------- | -------------------- | -------------------- | -------------------- |
| 1                    | 蘇法                 |                      |                      |                      | 官派                                                           |                      |                      |                      |                      |                      |                      |
| 2                    | 許新登               |                      |                      |                      | 琉球鄉民代表會主席轉任鄉長                                     |                      |                      |                      |                      |                      |                      |
| 屏東縣琉球鄉         |                      |                      |                      |                      |                                                                |                      |                      |                      |                      |                      |                      |
| 1                    | 許新登               |                      |                      |                      | 首位民選琉球鄉鄉長                                             |                      |                      |                      |                      |                      |                      |
| 2                    | 黃醮                 |                      |                      |                      |                                                                |                      |                      |                      |                      |                      |                      |
| 3                    | 陳金頓               |                      |                      |                      |                                                                |                      |                      |                      |                      |                      |                      |
| 4                    | 陳上興               |                      | 1960年1月1日         | 1964年2月28日        |                                                                |                      |                      |                      |                      |                      |                      |
| 5                    | 王海                 |                      | 1964年3月1日         | 1973年3月31日        |                                                                |                      |                      |                      |                      |                      |                      |
| 6                    | 王海                 |                      | 1964年3月1日         | 1973年3月31日        |                                                                |                      |                      |                      |                      |                      |                      |
| 7                    | 洪江城               |                      | 1973年4月1日         | 1982年2月28日        |                                                                |                      |                      |                      |                      |                      |                      |
| 8                    | 洪江城               |                      | 1973年4月1日         | 1982年2月28日        |                                                                |                      |                      |                      |                      |                      |                      |
| 9                    | 蔡朝和               |                      | 1982年3月1日         | 1990年2月28日        |                                                                |                      |                      |                      |                      |                      |                      |
| 10                   | 蔡朝和               |                      | 1982年3月1日         | 1990年2月28日        |                                                                |                      |                      |                      |                      |                      |                      |
| 11                   | 林福泉               |                      | 1990年3月1日         | 1994年2月28日        |                                                                |                      |                      |                      |                      |                      |                      |
| 12                   | 蔡文明               |                      | 1994年3月1日         | 1998年2月28日        |                                                                |                      |                      |                      |                      |                      |                      |
| 13                   | 蔡家強               | 中國國民黨           | 1998年3月1日         | 2002年2月28日        |                                                                |                      |                      |                      |                      |                      |                      |
| 14                   | 洪義詳               | 無黨籍               | 2002年3月1日         | 2006年2月28日        |                                                                |                      |                      |                      |                      |                      |                      |
| 15                   | 洪義詳               | 無黨籍               | 2006年3月1日         | 2010年2月28日        |                                                                |                      |                      |                      |                      |                      |                      |
| 16                   | 蔡天裕               | 無黨籍               | 2010年3月1日         | 2014年12月25日       |                                                                |                      |                      |                      |                      |                      |                      |
| 17                   | 陳隆進               | 無黨籍               | 2014年12月25日       | 2015年8月2日         | 因涉及賄選，遭判決當選無效，請辭獲准。後投入鄉長補選，終落選。 |                      |                      |                      |                      |                      |                      |
| 17                   | 賴耀熙（代理）       | 無黨籍               | 2015年8月2日         | 2015年10月5日        | 屏東縣政府指派代理                                             |                      |                      |                      |                      |                      |                      |
| 17                   | 陳隆進               | 無黨籍               | 2015年10月5日        | 2016年11月4日        | 因涉收賄弊案遭收押，鄉長一職停職                               |                      |                      |                      |                      |                      |                      |
| 17                   | 林愛玲（代理）       | 民主進步黨           | 2016年11月8日        | 2018年5月16日        | 屏東縣政府指派代理                                             |                      |                      |                      |                      |                      |                      |
| 17                   | 陳隆進               | 無黨籍               | 2018年5月16日        | 2018年12月25日       | 涉及賄選，交保後復職                                           |                      |                      |                      |                      |                      |                      |
| 18                   | 陳國在               | 無黨籍               | 2018年12月25日       | 2022年12月24日       | 陳隆進之子                                                     |                      |                      |                      |                      |                      |                      |
| 19                   | 陳國在               | 無黨籍               | 2022年12月25日       | 現任                 |                                                                |                      |                      |                      |                      |                      |                      |

### 鄉政組織
琉球鄉公所是琉球鄉最高層級的地方行政機關，在中華民國政府架構中為鄉自治的行政機關，同時負責執行縣政府及中央機關委辦事項。琉球鄉的自治監督機關為屏東縣政府。鄉長由全體鄉民直接選舉產生，任期為四年，可連選連任一次。琉球鄉公所並置鄉政會議，為鄉政最高決策機構，在鄉長之下，設有6課1室等7個內部單位及2個附屬機關。
琉球鄉民代表會是琉球鄉的最高民意機關，代表琉球鄉全體鄉民立法和監察鄉政。鄉民代表由公民直選選出，任期為四年，可連選連任。琉球鄉民代表會共有11位鄉民代表，分別為第一選區3席鄉民代表、第二選區3席鄉民代表、第三選區2席鄉民代表、第四選區3席鄉民代表，主席、副主席由11位鄉民代表互選產生。
琉球鄉為屏東縣議會第七選區，在屏東縣議會53席縣議員中，琉球鄉共選出1席縣議員。

### 行政區
現今琉球鄉行政範圍的確立，來自於1920年，日本將臺灣十二廳改為五州二廳，設琉球庄屬高雄州東港郡。琉球庄僅轄琉球嶼1個大字。1945年，改為「琉球鄉」，屬高雄縣東港區。1950年，調整行政區域，琉球鄉改隸新成立的屏東縣。
琉球鄉下轄8村。
| 琉球鄉行政區劃  |
| 1 2 3 4 5 6 7 8 |

1. 中福村
2. 漁福村
3. 本福村
4. 杉福村

5. 上福村
6. 大福村
7. 天福村
8. 南福村

## 公共服務

### 警政治安
- 屏東縣政府警察局東港分局
  - 琉球分駐所

### 消防
- 屏東縣政府消防局第三大隊
  - 琉球分隊

## 宗教信仰
琉球鄉的宗教信仰以臺灣民間信仰、道教和佛教為主，重要的宗教活動有農曆二月十九的觀音佛祖聖誕（碧雲寺）與三年一科的迎王爺活動（三隆宮）。另琉球鄉有一設立百餘年之台灣基督長老教會琉球教會，隸屬於屏東中會。具有公廟（人群廟）性質的寺廟有碧雲寺及三隆宮，還有四大角頭的四間土地公廟。琉球鄉的四大土地公廟之土地公有著地區總管的地位，管轄區內大小神事，並在三年一科迎王祭典中，代表該角頭各神向王爺述職。為表示尊敬神明，進入大部分琉球鄉廟宇時，需遵守脫鞋參拜之禮儀。
| 名稱               | 照片 | 主神                                           | 地址                                   | 備註                 |
| ------------------ | ---- | ---------------------------------------------- | -------------------------------------- | -------------------- |
| 小琉球三隆宮       |      | 三府千歲（池、吳、朱）                         | 本福村中山路405號                      | 公廟                 |
| 靈山寺             |      | 觀世音菩薩                                     | 本福村民族路20號                       |                      |
| 小琉球水仙宮       |      | 水官聖帝 海防聖帝 溫府千歲 五福大帝            | 本福村中山路223號                      |                      |
| 幸山寺             |      | 廣澤尊王                                       | 本福村民族路36號                       |                      |
| 廣山隆             |      | 黃府千歲                                       | 本福村民族路53號                       |                      |
| 三仙宮             |      | 三仙姑                                         | 本福村民權路44之1號                    |                      |
| 鳳興寺             |      | 濟公活佛                                       | 本福村本漁路151之1號                   |                      |
| 鳳海堂             |      | 廣澤尊王 三太保 五太保                         | 本福村中山路49之11號隔壁               |                      |
| 明義堂             |      | 開臺聖王(鄭成功)                               | 本福村中山路4號左側                    |                      |
| 佛頂山朝聖寺       |      | 釋迦牟尼佛 觀世音菩薩 地藏王菩薩               | 本福村中山路15號                       | 琉球鄉唯一純佛教寺院 |
| 旭寶講堂           |      | 無生老母                                       | 本福村中山路108號                      | 一貫道               |
| 福泉宮             |      | 福德正神                                       | 中福村三民路282號                      | 角頭公廟（白沙尾）   |
| 騰風宮             |      | 大眾千歲                                       | 中福村三民路310號                      |                      |
| 城隍廟             |      | 城隍尊神 謝范將軍 城隍夫人                     | 中福村白沙尾新碼頭邊                   |                      |
| 朝慈宮             |      | 天上聖母                                       | 中福村三民路7巷43號                    |                      |
| 靈如寺             |      | 如來佛祖                                       | 中福村行政路上                         |                      |
| 真武堂             |      | 玄天上帝 池府千歲                              | 中福村行政路11之1號                    | 蔡姓宗祠濟陽堂內     |
| 泰興壇             |      | 聖王公（廣澤尊王）                             | 中福村行政路上                         |                      |
| 小琉球池隆宮       |      | 池府千歲 李府千歲 哪吒三太子 保生大帝 伍府千歲 | 漁福村三民路83號                       |                      |
| 碧雲寺             |      | 觀世音菩薩                                     | 大福村和平路61號                       | 公廟                 |
| 大寮福安宮         |      | 福德正神                                       | 大福村仁愛路43號                       | 角頭公廟（大寮）     |
| 水興宮             |      | 水仙尊王                                       | 大福村仁愛路401號                      |                      |
| 萬聖府             |      | 萬聖公、萬聖媽                                 | 大福村仁愛路（公營船碼頭旁）           |                      |
| 佛池寺             |      | 崗山佛祖、池府千歲                             | 大福村和平路19號                       |                      |
| 聖宮               |      | 天上聖母                                       | 大福村和平路58號                       |                      |
| 南天宮             |      | 齊天大聖                                       | 大福村和平路54之6號                    |                      |
| 玄德宮             |      | 池府千歲                                       | 大福村中正路190號                      |                      |
| 南山巖王母宮金都府 |      | 二元帥                                         | 大福村仁愛路（發電廠後公路轉彎處山坡） |                      |
| 華山代天宮         |      | 五府千歲                                       | 大福村和平路3巷5號                     |                      |
| 鳳女宮             |      | 鳳女                                           | 大福村華山代天宮旁                     |                      |
| 伍龍宮             |      | 五府千歲                                       | 大福村和平路（大寮漁港後方）           |                      |
| 大元堂             |      | 大元帥爺                                       | 大福村和平路（大寮漁港加油站旁）       |                      |
| 無名小祠           |      | 小船三姓好兄弟                                 | 大福村仁愛路（復育涼亭附近）           |                      |
| 萬應公廟           |      | 萬應公                                         | 大福村仁愛路（復育涼亭附近）           |                      |
| 無名小祠           |      | 萬應公                                         | 大福村和平路上坡處（大寮漁港旁）       |                      |
| 震興壇             |      | 池府千歲 許府千歲 夫人嬤                       | 大福村仁愛路中段                       |                      |
| 東安府             |      | 清王公 大王公                                  | 大福村仁愛路1之10號左側                |                      |
| 華隆寺             |      | 二郎神君 華千歲                                | 大福村和平路16號左側                   |                      |
| 天南福安宮         |      | 福德正神                                       | 南福村忠孝路2號                        | 角頭公廟（天台）     |
| 二龍宮             |      | 詹府二千歲                                     | 南福村海子口海濱                       |                      |
| 龍鳳寺             |      | 江山佛祖 如來佛祖 夫人太媽 池府千歲 許府元帥   | 南福村忠孝路巷子內（井仔口社區）       |                      |
| 五王宮             |      | 李府千歲                                       | 南福村忠孝路74之1號                    |                      |
| 姚池宮             |      | 姚府千歲 池府千歲                              | 南福村中正路205號                      |                      |
| 天仙宮             |      | 赤腳大仙 天官大帝                              | 南福村中正路92之3號                    |                      |
| 慈善宮             |      | 劉仙姑                                         | 南福村忠孝路海濱（厚石海岸）           |                      |
| 山花堂             |      | 三花姑娘                                       | 南福村忠孝路海濱（厚石海岸）           |                      |
| 玉海堂             |      | 郭大王                                         | 南福村忠孝路海濱（厚石海岸）           |                      |
| 萬善堂             |      | 萬善爺                                         | 南福村忠孝路海濱（厚石海岸）           |                      |
| 無名小祠           |      | 林厝官人                                       | 南福村忠孝路                           |                      |
| 義軍堂             |      | 大將軍                                         | 南福村忠孝路                           |                      |
| 和德堂             |      | 朱立大仙 黑面小仙 榕樹公                       | 南福村白燈塔附近之老榕下               |                      |
| 三興宮             |      | 黃府千歲 天上聖母 廣澤尊王                     | 上福村中華路75之20號                   |                      |
| 五蓮宮             |      | 范府千歲                                       | 上福村上杉路                           |                      |
| 小琉球朝天宮       |      | 天上聖母                                       | 上福村上杉路55號                       |                      |
| 代清宮             |      | 七府千歲                                       | 上福村中華路76之6號                    |                      |
| 旨元宮             |      | 許府元帥(許伯爺)                               | 上福村中華路                           |                      |
| 天聖宮             |      | 天上聖母                                       | 上福村中華路                           |                      |
| 聖池宮             |      | 天上聖母 池府千歲 姑娘媽                       | 上福村中華路62之28號                   |                      |
| 小琉球王母宮       |      | 瑤池金母                                       | 上福村杉板路50號                       |                      |
| 共合堂             |      | 紅面元帥 田都元帥 孚佑帝君（呂仙祖）           | 上福村杉板路                           |                      |
| 后三堂             |      | 普庵佛祖 后將軍 陳姑娘媽                       | 上福村相埔路21號斜對面                 |                      |
| 南興宮             |      | 林府水仙尊王 張府水仙尊王                      | 上福村蛤板灣海邊                       |                      |
| 太元宮             |      | 哪吒三太子                                     | 上福村花研仔庄內小路                   |                      |
| 上杉福安宮         |      | 福德正神                                       | 杉福村復興路29號                       | 角頭公廟（杉板路）   |
| 萬年宮             |      | 萬將千歲                                       | 杉福村復興路29之2號                    |                      |
| 萬應公廟           |      | 萬應公                                         | 杉福村復興路132號                      |                      |
| 黃隆宮             |      | 黃府千歲                                       | 杉福村復興路166號                      |                      |
| 崎頭土地公祠       |      | 土地公                                         | 杉福村村內小巷                         |                      |
| 水興祠             |      | 水魂（陳將軍）                                 | 杉福村復興路旁田埂                     |                      |

## 教育
目前琉球鄉僅設有義務教育學校，再進階的學制需至他處就讀。

### 國民中學
- 屏東縣立琉球國民中學

### 國民小學

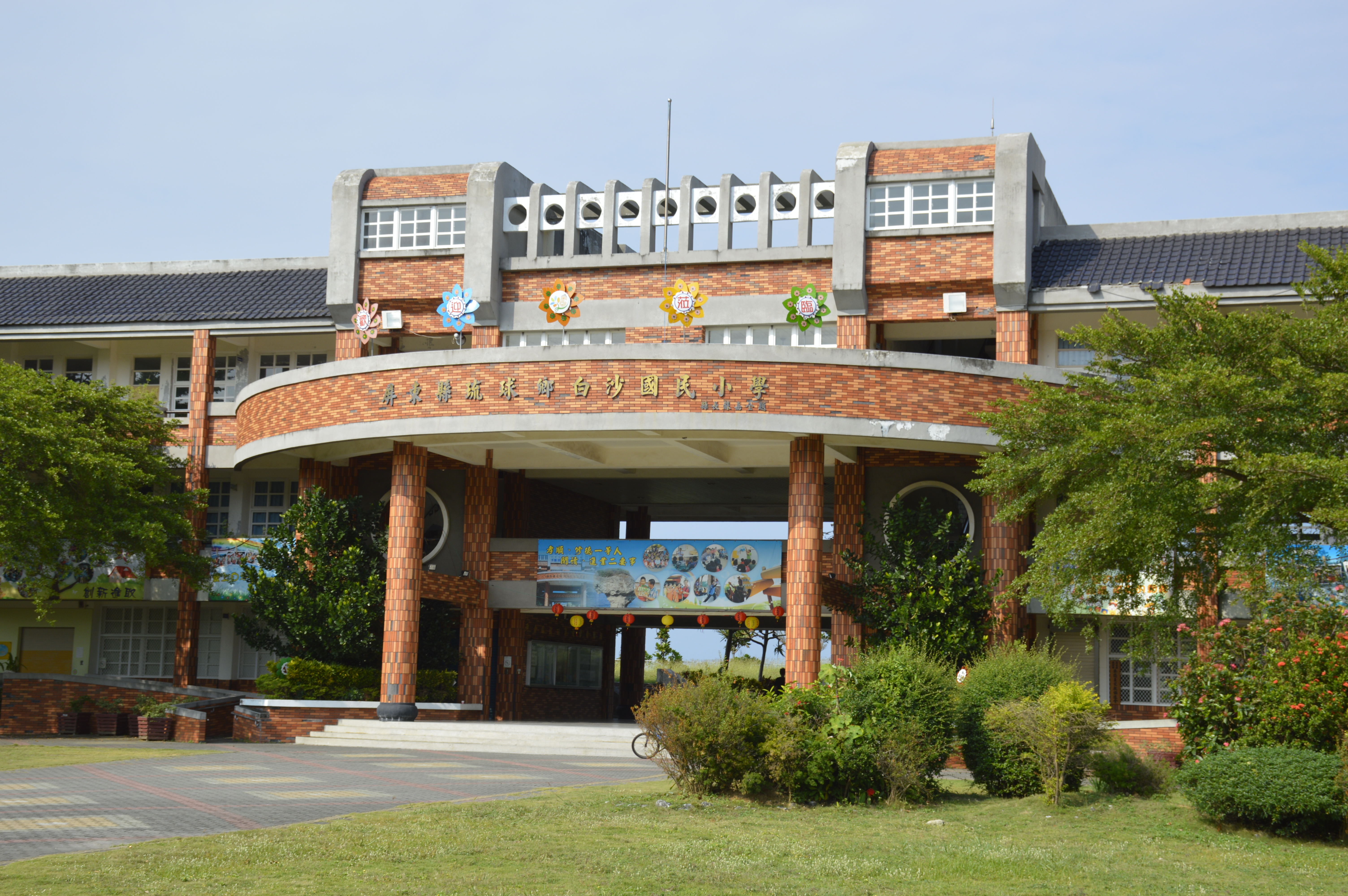
白沙國小

- 屏東縣琉球鄉琉球國民小學
- 屏東縣琉球鄉白沙國民小學
- 屏東縣琉球鄉天南國民小學
- 屏東縣琉球鄉全德國民小學

## 交通

### 島內公路
鄉道
- 屏201線（已公告解編）
- 屏202線（琉球環島公路）
- 屏203線（已公告解編）
- 屏204線（已公告解編）
- 屏205線（已公告解編）
- 屏206線（已公告解編）

### 運輸
海運
琉球鄉的對外交通以海運為主，其中東琉線交通船是主要的海運航線。當前共有3家民營交通船、與1家公營交通船，往返東港與白砂漁港(民營船)、大福漁港(公營船)，支撐起琉球鄉親與旅客出行、以及民生物資運送的命脈。另有2家小型貨輪公司，擁有約170噸級小型貨輪做為大型貨物運輸航線，距離台灣本島有8～9海里，航程約25～30分鐘。
昔日有往來高雄市真愛碼頭的航線（航程75分鐘），今已廢止。
空運
昔日曾有小琉球機場往來高雄小港機場，今已廢止。

## 旅遊

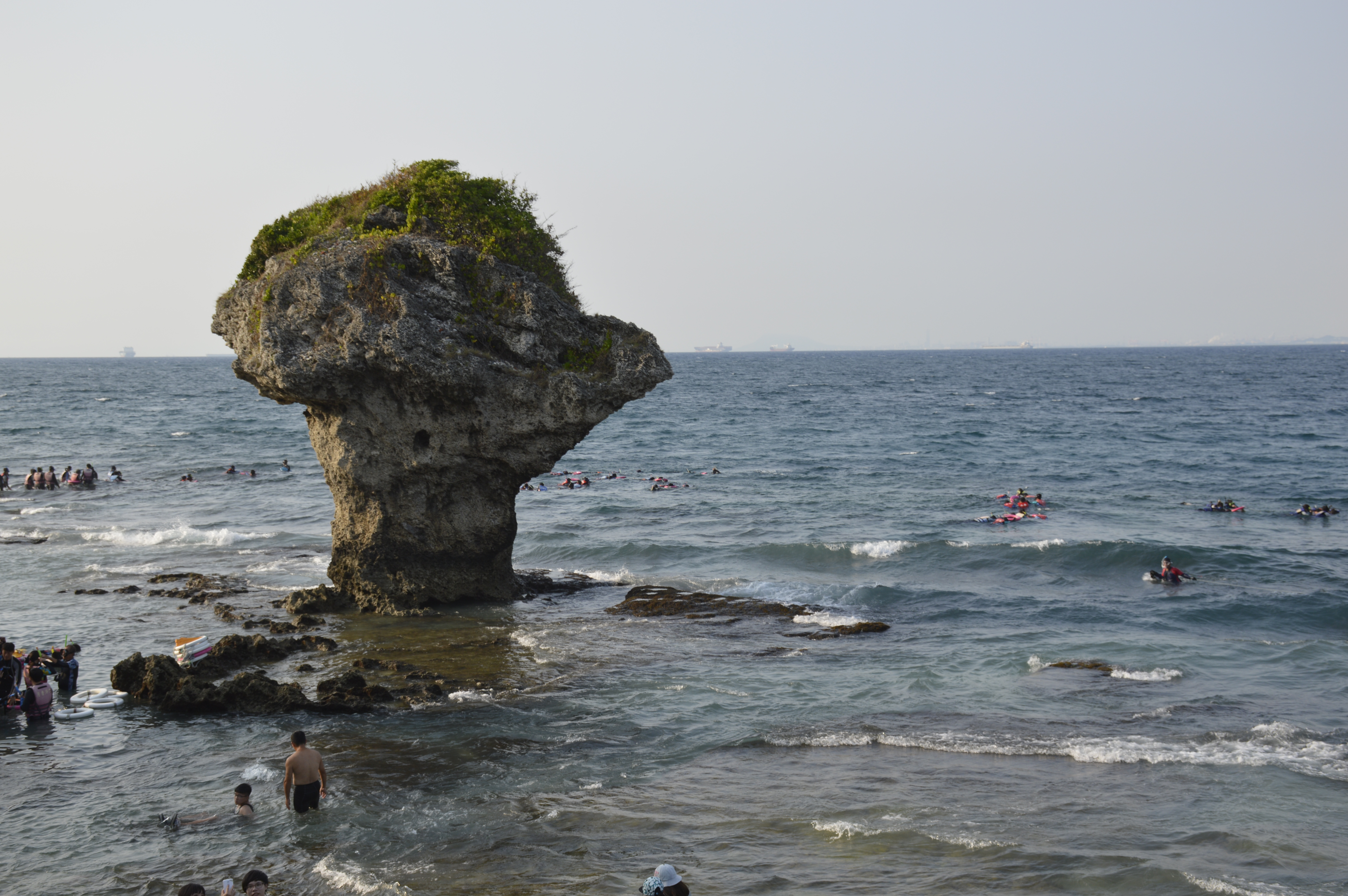
花瓶石

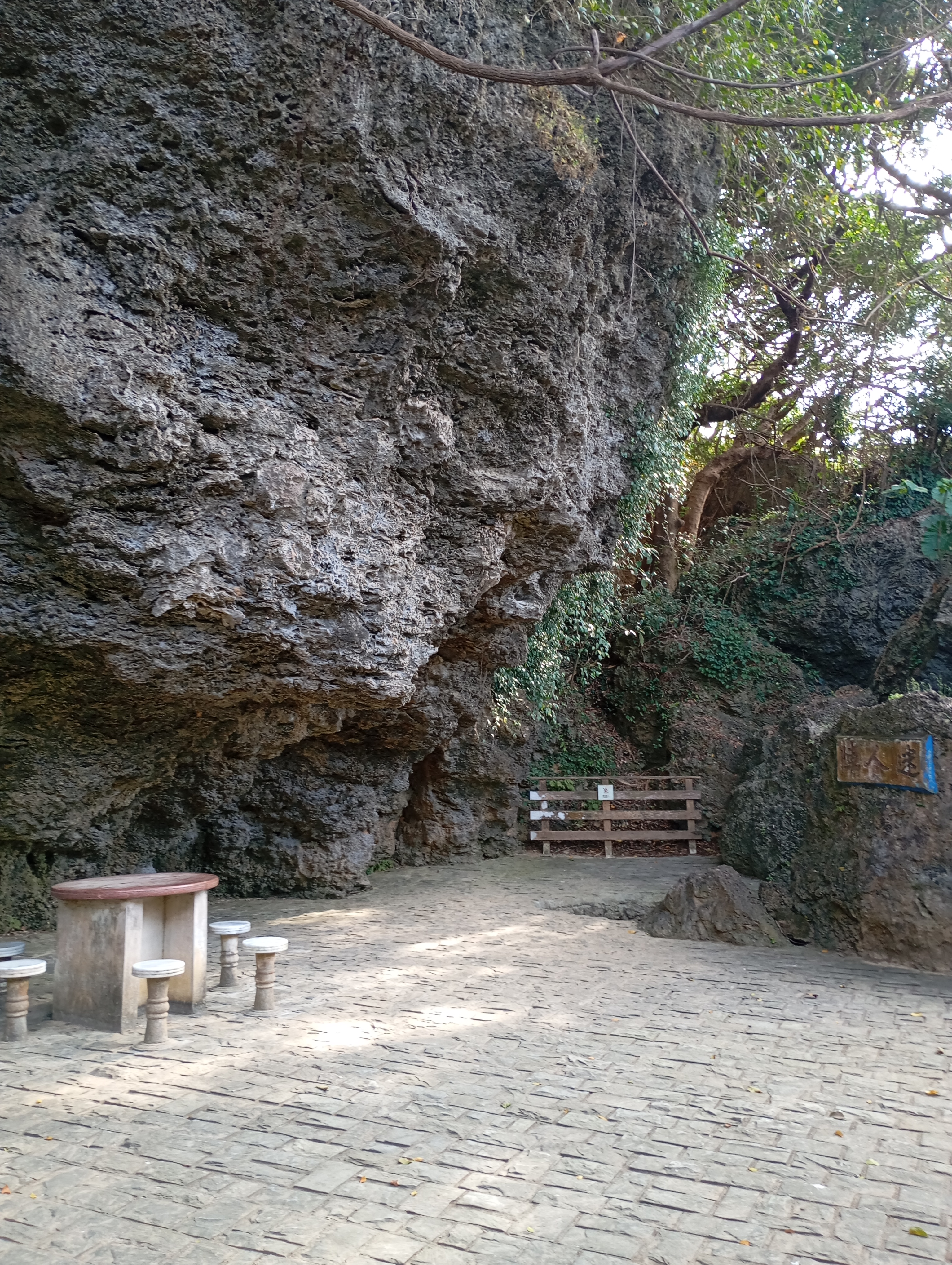
美人洞

- 白沙尾特產街
- 花瓶石
- 靈山寺
- 蛤板灣風景區
- 竹林生態濕地公園
- 杉福生態廊道
- 海底動物園
- 海底世界
- 旭日亭
- 落日亭
- 長春亭
- 藍海亭
- 海子口
- 美人洞
- 厚石奇岩
- 觀音石
- 珊瑚礁海岸
- 龍蝦洞
- 烏鬼洞
- 山豬溝
- 中澳沙灘
- 排仔港潮間帶
- 琉嶼曉霞
- 小琉球三隆宮

## 特產
- 麻花捲
- 阿嬤日曬麵線
- 愛文芒果
- 黃鰭鮪
- 鬼頭刀
- 櫻花蝦
- 油魚子
- 雲雀殼菜蛤（類似双线紫蛤嬌小型，臺灣稱為「西施舌」，當地俗稱「土鬼」、「小琉球海瓜子」、「海菜」）
- 無節香腸
- 珊瑚菜
- 海菜凍
- 魷魚絲

## 外部連結
- 琉球鄉公所[]
- YouTube上的琉球鄉公所頻道
- 小琉球旅遊資訊網 （页面存档备份，存于）